# Universidade Federal do Acre
A Universidade Federal do Acre (UFAC) é a única universidade pública federal brasileira no estado do Acre. Seus câmpus ficam nas cidades de Rio Branco, Cruzeiro do Sul e Brasiléia. A Universidade figura entre as 250 melhores da América Latina.

## História
No dia 25 de março de 1964, por meio do Decreto Estadual n.º 187, publicado no Diário Oficial do Estado, de 4 de abril do mesmo ano, nasceu a Faculdade de Direito (Lei Estadual n.º 15, de 8 de setembro de 1964), que seria reconhecida pelo Parecer n.º 660, de 4 de setembro de 1970, do Conselho Federal de Educação, e pelo Decreto Presidencial n.º 67 534, de 11 de novembro de 1970.
Quatro anos depois, em 1968, foi criada a Faculdade de Ciências Econômicas. Em seguida, vieram os cursos de Letras, Pedagogia, Matemática (licenciatura plena) e Estudos Sociais (curta duração). Oficializou-se, assim, em 3 de março de 1970, o Centro Universitário do Acre, que congregava esses cinco cursos.
O Centro Universitário do Acre transformou-se em Universidade do Acre no dia 22 de janeiro de 1971, sob regime de Fundação, sendo integrado pelas Faculdades de Direito e de Ciências Econômicas. A federalização da Universidade do Acre seria concretizada no dia 5 de abril de 1974, por meio da Lei n.º 6 025.
Os movimentos estudantil e comunitário da década de 1960 foram expressivos aliados para a criação de uma universidade em Rio Branco, capital do Estado do Acre. Esses grupos reivindicavam a necessidade de uma instituição de ensino superior destinada a qualificar a mão de obra local e atender a demanda de profissionais dispostos a contribuir com o então nascente Estado.
Desse modo, surgiu, em 25 de março de 1964, a Faculdade de Direito. Após quatro anos, surgiu a Faculdade de Ciências Econômicas. Em seguida, vieram os cursos de Letras, Pedagogia, Matemática e Estudos Sociais, culminando no que se chamava Centro Universitário do Acre, depois transformado em Universidade do Acre. No dia 5 de abril de 1974, essa universidade tornou-se federal, aglutinando esses seis cursos.
Surgia, então, a Universidade Federal do Acre (Ufac), uma instituição pública e gratuita cujo objetivo é produzir e difundir o conhecimento. Na época em que foi criada, contava com 857 estudantes matriculados. Mas, com o tempo, foi se expandindo em espaço físico e cursos de graduação.

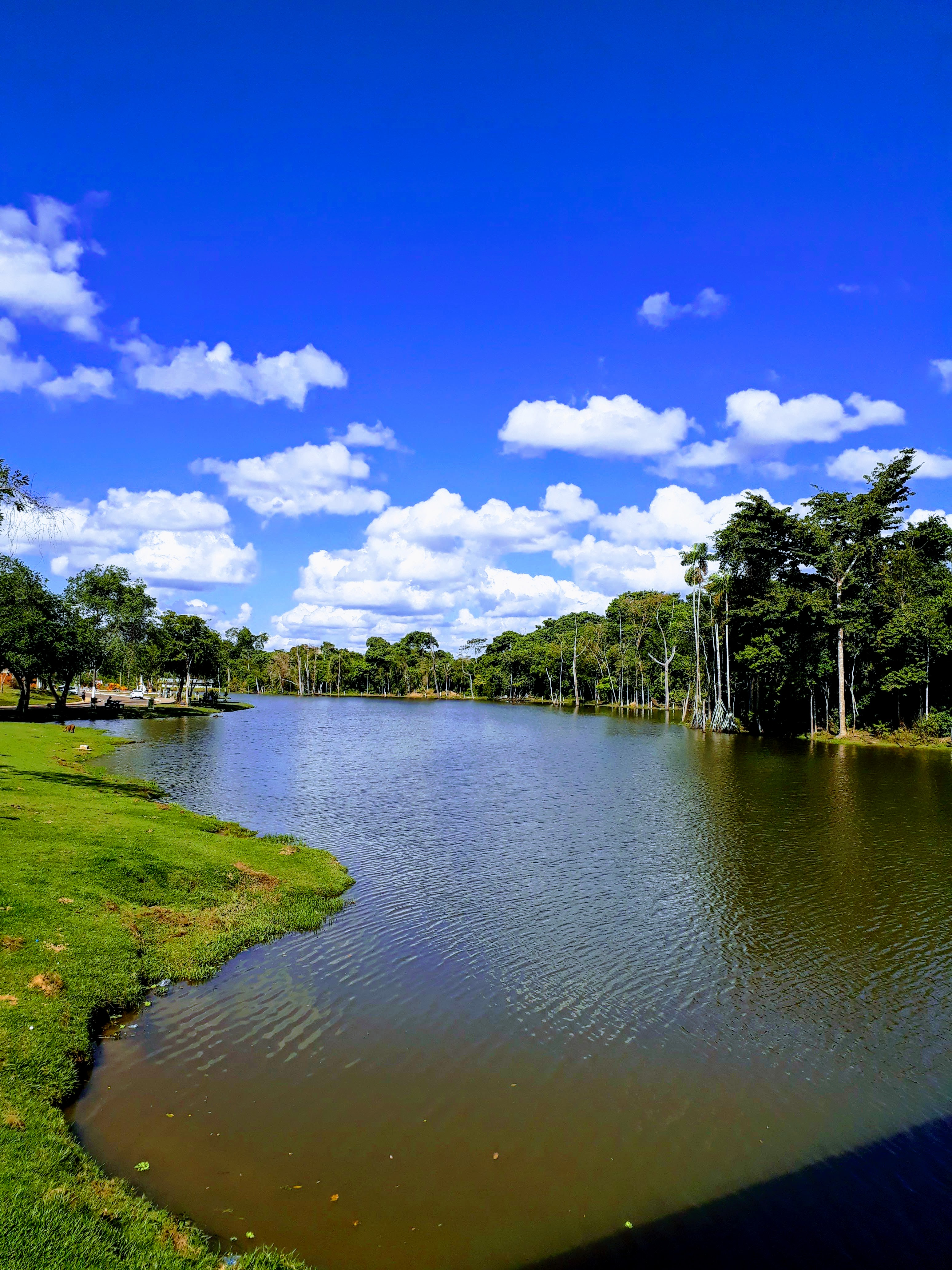
Lago das capivaras no campus Rio Branco.

## Faculdade de Medicina

### Histórico
A Faculdade de Medicina da Universidade Federal do Acre foi criado pela Resolução N0 CONSU/17, de 29 de novembro de 2001 e autorizado pela Portaria Ministerial D0 MEC/763, de 20 de março de 2002, sendo o primeiro exame vestibular realizado em maio de 2002, com 40 vagas, com o primeiro semestre letivo se iniciando em junho. As principais justificativas para a criação de um Curso de Medicina no Estado basearam-se no acentuado déficit de médicos, em torno de 220 no ano de 2002, situação esta que se traduz numa baixa cobertura na área médica, principalmente no tocante a algumas especialidades, o que impõe que grande número de pessoas seja encaminhado para tratamento fora do domicílio em outras unidades da Federação, o que tem elevado substancialmente o custo da assistência médica prestada à população. Por outro lado, a carência de médicos faz com que o Estado passe a conviver com profissionais graduados nos países limítrofes (Bolívia e Peru), que apesar de ajudarem no atendimento das populações carentes enfrentam, em alguns casos, dificuldade de comunicação linguística com os pacientes. O déficit de médicos provoca ainda o desinteresse por parte de outros profissionais da área da saúde, que não se sentem atraídos para o Estado, especialmente odontólogos, bioquímicos e psicólogos. A criação do Curso de Medicina, além de contribuir para o fortalecimento dos outros cursos da área de saúde existentes na Universidade (Enfermagem e Educação Física), propicia a implementação das atividades de pesquisa em saúde, hoje pontualmente desenvolvidas por alguns docentes do Curso de Enfermagem, principalmente no que se refere aos agravos de maior prevalência no Estado. Nesse contexto, vários agravos à saúde ainda estão inexplorados por falta de motivação para a pesquisa científica, outro relevante papel dos docentes e discentes do Curso de Medicina. A esse respeito, o Instituto Evandro Chagas reconhece ser o Acre uma região da Amazônia com várias lacunas no conhecimento sobre os arbovírus circulantes, sobre a cadeia de transmissão de vírus hepatotrópicos, sobre a circulação provável de diversas cepas, espécies e subespécies de Leishmania e sobre o impacto da Doença de Jorge Lobo, entre outros agravos prevalentes no trópico úmido. Outra razão encontrada para a criação do Curso é o grande número de jovens acrianos cursando medicina em Universidades bolivianas e cubanas, o que implica forte pressão sobre o Estado para resolver a pendência da convalidação dos diplomas, porém colaborando com uma contribuição significante para o atendimento da região que sofre com a carência de médicos, utilizando dos serviços de profissionais formados no exterior que vêm cada vez mais enriquecendo a cultura local, e isso fez com que a demanda de estudantes acreanos pelos cursos médicos oferecidos na Bolívia tem aumentado ano a ano e essa dependência externa reduziu após a criação do curso de medicina, contribuindo ainda mais para a saúde da população.

### Desempenho
O curso de Medicina foi criado no ano de 2001, sendo, em pouco tempo, um dos melhores da região Norte, já que obteve a maior nota no conceito preliminar de curso no ENADE (3) entre as faculdades federais de medicina da região Norte, superando até mesmo, de acordo com as notas do ENADE, os cursos de medicina da UFAM, UFRR, UNIR e UFPA. Existem convênios com o Hospital das Clínicas do Acre, Hospital de Urgência e Emergência de Rio Branco (HUERB), Hospital da Criança, Hospital do Idoso, Hospital do Câncer, CECON(Centro de Controle em Oncologia do Acre), Hemoacre, Maternidade Bárbara Heliodora, UPA-2ºDistrito, UPA-Tucumã, Hospital de Saúde Mental do Acre, Módulo de Saúde do Bairro Primavera, Módulo de Saúde do Bairro Mocinha Magalhães, Módulo de Saúde do Bairro Rui Lino, Módulo de Saúde do Bairro Universitário e Módulo de Saúde na cidade de Plácido de Castro, onde se realiza o estágio rural, além de outros convênios em fase de negociação.

## Modernização

### Obras de infraestrutura
A UFAC modernizou o paisagismo e os prédios, tornando a universidade um ponto turístico de Rio Branco. Novos prédios foram construídos, como os do novo restaurante universitário, do centro de convenções e o do teatro universitário.[carece de fontes?]

## Lista de pessoas da UFAC

### Ex-alunos notáveis
- Binho Marques, ex governador do Acre.
- Edmundo Pinto, político;
- Marina Silva, política, ambientalista e historiadora
- Léo de Brito, advogado e político.
- Mailza Gomes, senadora do Estado do Acre.
- Perpétua Almeida, política.

### Professores notáveis
- Ilmar Galvão, jurista;
- Tião Viana, médico, político;